# The Days / Nights EP
Albums de Avicii
True (Avicii by Avicii)
(2014) Pure Grinding / For a Better Day
(2015)
The Days / Nights EP est un extended play du DJ et producteur suédois Avicii, sorti le 1er décembre 2014, extrait de l'album à paraître Stories. Il est dévoilé en même de temps que la sortie du premier single

## Singles
Le premier single, The Days sort le 3 octobre 2014 en téléchargement digital ; le second, The Nights, le 1er décembre 2014, le même jour que l'EP, en téléchargement digital.

## Liste des titres
| 1. | The Days                       | 4:38 |
| 2. | The Nights                     | 2:56 |
| 3. | The Days (Henrik B Remix)      | 3:57 |
| 4. | The Nights (Felix Jaehn Remix) | 3:20 |

| 1. | The Days (Grant Nelson Remix) | 5:48 |
| 2. | The Nights (Mike Mago Remix)  | 4:42 |